# Moriers
Moriers ist eine französische Gemeinde mit 223 Einwohnern (Stand 1. Januar 2022) im Département Eure-et-Loir in der Region Centre-Val de Loire; sie gehört zum Arrondissement Châteaudun und zum Kanton Châteaudun.
Der Dolmen la Pierre Couverclée (auch La Couvre-Clair genannt) liegt bei Moriers.

## Geografie
Die Gemeinde liegt etwa 20 Kilometer südlich von Chartres.

## Bevölkerungsentwicklung

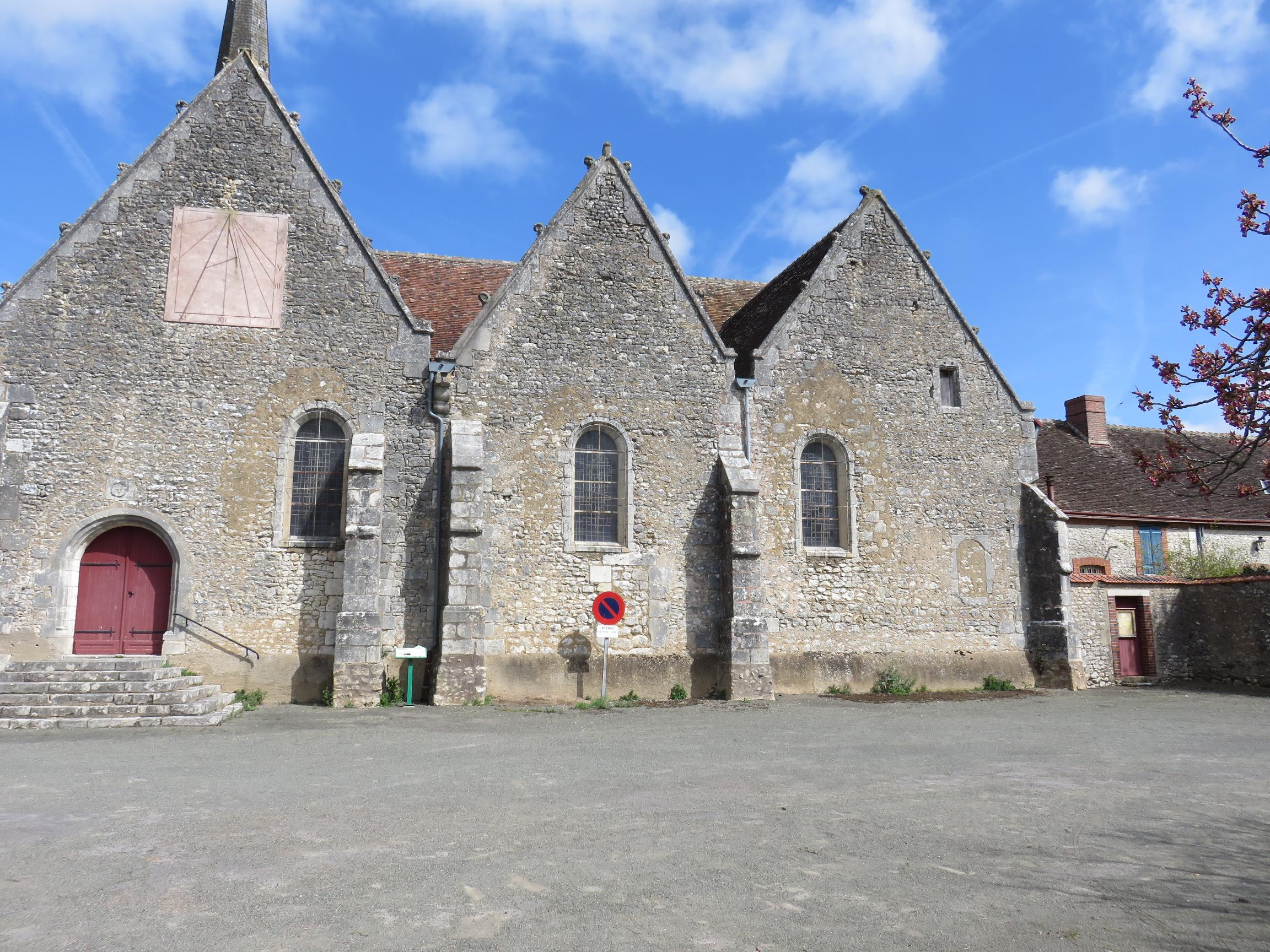
Kirche Notre-Dame

| Jahr      | 1962 | 1968 | 1975 | 1982 | 1990 | 1999 | 2008 | 2012 |
| Einwohner | 308  | 273  | 215  | 193  | 186  | 210  | 210  | 212  |